# Segundo Pascual
Segundo Pascual, né le 21 mai 1917 à Villaescusa en Espagne et mort le 1er janvier 1978 , est un joueur de football et entraîneur franco-espagnol.

## Carrière
Il est footballeur professionnel au RC Strasbourg de 1945 à 1949, parvenant en finale de la Coupe de France de football 1946-1947. Il joue ensuite deux saisons au sein du Stade français.
Il entraîne pendant quelques mois le RC Strasbourg en 1952, puis l'AS Mutzig de 1963 à 1966.